# Ponta do Cintrão

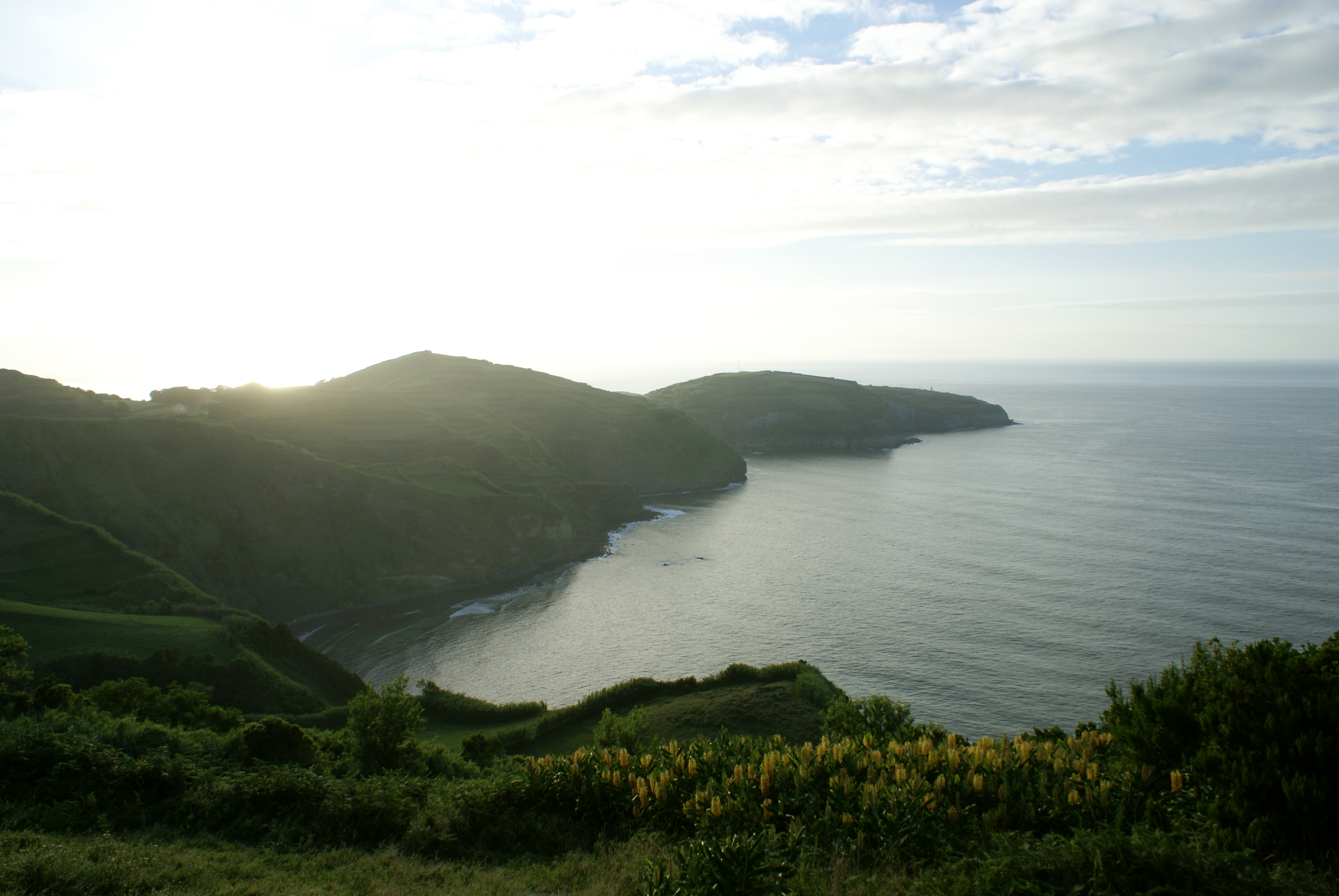
Ponta do Cintrão.

Ponta do Cintrão é uma elevação portuguesa que dá forma a um promontório de apreciáveis dimensões. Localiza-se junto da Ribeirinha, concelho da Ribeira Grande, ilha de São Miguel, arquipélago dos Açores.
Este acidente geológico que tem o seu ponto mais elevado a 166 metros de altitude acima do nível do mar, não é a sua altitude que o torna notável, mas sim o facto de dar origem a um dois maiores promontórios da ilha de São Miguel ao abrigo do qual se encontra o Porto de Santa Iria e o Farol da Ponta do Cintrão.
Forma conjuntamente com o promontório do Porto Formoso a vasta Baía de Santa Iria e também por albergar uma IBA (Important Bird Area), ou Zona Importante de Aves, da maior importância, a IBA da Ponta do Cintrão.
Esta formação Geológica tem a sua génese ligada a uma erupção piroclástica bastante antiga que sobrepôs diferentes camadas de matérias fusíveis tipo bagacinas, basalto e pedra pomes